# Датт, Барка
Барка Датт — индийский тележурналист и обозреватель. Она является редактором New Delhi Television Limited. Стала известной после репортажа о Каргильской войне — пограничном вооружённом конфликте между Индией и Пакистаном. Датт получила множество национальных и международных наград, в том числе Падма Шри (хинди पद्म श्री) — четвёртую из высших гражданских государственных наград Индии.